# Josef Gisi
Josef Gisi, auch Joseph Gisi (* 4. Dezember 1848 in Biberist; † 27. Februar 1902 ebenda), war ein Schweizer Landwirt und Politiker (FDP).

## Leben

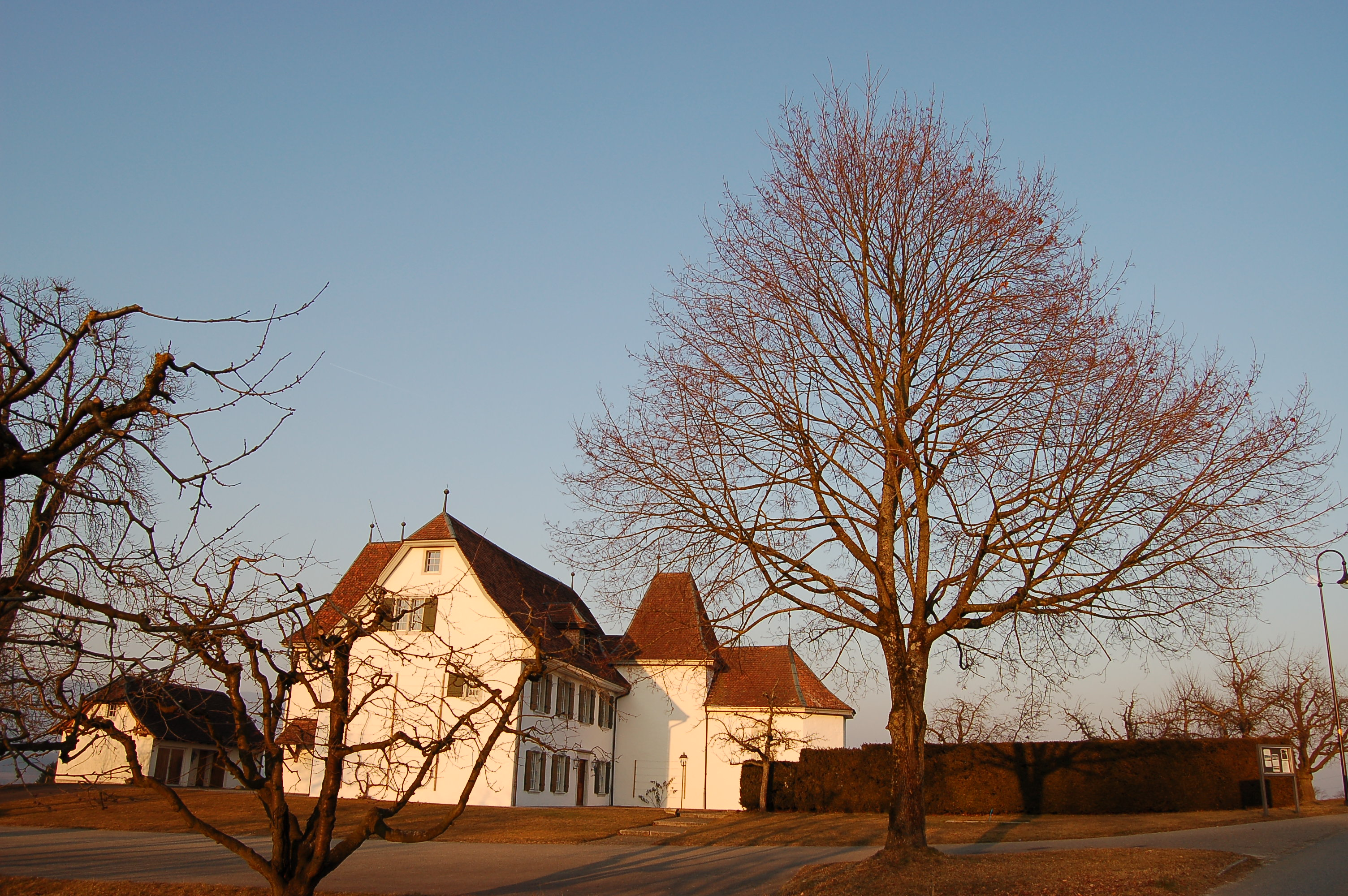
Schlösschen Vorder-Bleichenberg

### Familie und Werdegang
Josef Gisi war der Sohn seines gleichnamigen Vaters Josef Gisi und dessen Ehefrau Elisabeth (geb. Ackermann).
Er blieb zeit seines Lebens unverheiratet.
Nach dem Besuch der Kantonsschule Solothurn absolvierte er ein Praktikum in Pruntrut und besuchte die 1853 gegründete Landwirtschaftsschule Strickhof in Zürich.
Er pachtete, wie bereits seine Vorfahren, den Hof Oberschöngrün in Solothurn und war unter anderem 1886 als Referent in einem Sennenkurs tätig.
Er erwarb, gemeinsam mit seiner Schwester Anna Maria Gisi, 1889 das Landgut Vorder-Bleichenberg in Biberist, das er arrondierte und zu einem Mustergut ausbaute.

### Politisches und gesellschaftliches Wirken
Josef Gisi war ein Anhänger des Genossenschaftsgedankens sowie der Schutzzollpolitik und führte die Freisinnigen im Kanton Solothurn.
Von 1887 bis 1902 war er als Freisinniger im Kantonsrat; in dieser Zeit übte er 1895 das Amt des Präsidenten aus. Im selben Zeitraum nahm er Einsitz im Nationalrat; er war dort unter anderem Mitglied der Zolltarifkommission und der Kommission für das Kranken- und Unfallversicherungsgesetz. Nach seinem Tod folgte ihm Jakob Zimmermann als Nationalrat.
Er präsidierte von 1880 bis 1892 den Kantonalverband der solothurnischen landwirtschaftlichen Genossenschaften sowie von 1901 bis 1902, als Nachfolger von Alois Marti (1837–1901), den solothurnischen landwirtschaftlichen Kantonalverein; ihm folgte Albert Jeker (1846–1908).
1896 wurde er in die Schätzungskommission der Spiez-Erlenbach-Bahn sowie der Drahtseilbahn Biel-Leubringen gewählt.
Von 1898 bis zu seinem Tod war er Mitglied im leitenden Ausschuss des Schweizerischen Bauernverbands (heute Schweizer Bauernverband) und von 1901 bis 1902 im Verwaltungsrat der Schweizerischen Mobiliarversicherung.
Er wurde 1900 in die Aufsichtskommission für die schweizerischen landwirtschaftlichen Versuchs- und Untersuchungsanstalten gewählt.